# Verano
Verano, németül: Vöran,  település Olaszországban, Bolzano autonóm megyében. Lakosainak száma 985 fő (2023. január 1.). Verano Avelengo, Meltina, Postal, Merano és Sarentino községekkel határos.

## Népesség
A település népességének változása:
| Lakosok száma | 891  | 945  | 952  | 985  |
|               | 2008 | 2017 | 2018 | 2023 |